# Oligomer
În chimie și biochime, un oligomer (oligo-, „câteva” + -mer, „părți”) reprezintă un complex molecular alcătuit din câteva unități repetitive (denumite monomeri), spre deosebire de polimeri, a căror număr de monomeri este mult mai mare. Dimerii, trimerii și tetramerii sunt, de exemplu, oligomeri compuși din doi, trei și respectiv patru monomeri. 
Unii oligomeri importanți din punct de vedere biologic  sunt reprezentați de macromolecule precum proteine sau acizi nucleici; de exemplu, hemoglobina este un tetramer proteic. Un oligomer de aminoacizi se numește oligopeptidă sau doar peptidă. O oligozaharidă este un oligomer de monozaharide (zaharuri simple). O oligonucleotidă este un fragment monocatenar scurt de acid nucleic, cum ar fi ADN sau ARN, sau fragmente similare de analogi de acizi nucleici, cum ar fi acidul nucleic peptidic sau morfolino. 